# إعلانات مناصرة للقضايا
يشير مفهوم الإعلانات المناصرة للقضايا (يُعرف كذلك باسم الإعلانات المناصرة للمصالح أو الإعلانات التي لا تدعم سوى قضية بعينها) إلى الاتصالات التي تهدف إلى جلب مشكلة ما إلى دائرة الضوء. وتُعرف المجموعات التي ترعى هذا الشكل من الاتصالات بأسماء عدة من بينها: المجموعة المناصرة للمصالح أو المجموعة المناصرة للقضايا أو المجموعة التي لا تدعم سوى القضايا أو مجموعة المصالح الخاصة. وقد تتمثل تلك المشكلة التي تجلبها تلك المجموعات إلى دائرة الضوء في قضية اجتماعية أو سياسية.
ولقد كان مفهوم مناصرة المصالح ذا أهمية رئيسية في الانتخابات الأخيرة التي أُجريت في الولايات المتحدة. حيث كان ممنوعًا على العديد من المجموعات التوضيح للناخبين صراحةً كيف يمكنهم التصويت في الانتخابات.

## مناصرة المصالح
يشير مفهوم مناصرة المصالح إلى الاتجاه نحو إجراء تواصل عام يتعلق بقضية أو مشكلة عامة دون دعوة الناخبين لاتخاذ إجراء معين في كشك الانتخاب.
ومن الصعب قيام المجموعات المناصرة للمصالح بتحديد «الإعلانات التي لا تدعم سوى القضية المعنية» الخالصة. ويلزم أن تقوم المجموعات التي تدعم رسائل معينة أن تهتم بإيضاح تلك الرسائل للناخب، مستخدمةً في سبيل الوصول لذلك الذكاء المعقول]؛ وبهذا يتجه الناخب إلى الإدلاء بصوته بالطريقة التي تريدها المجموعة.
ولقد كان الإبقاء على إعلان لا يدعم سوى قضية بعينها أمرًا ذا أهمية بالنسبة لمجموعات مثل 501(ج)(3) (501(c)(3)) غير الربحية. جدير بالذكر، أن مثل هذه المجموعات كانت تخضع لقيود أو أشكال حظر مطلقة، فيما يتعلق بالاشتراك في الأنشطة السياسية. وفي عام 2006، أصدرت مصلحة الضرائب الأمريكية صحيفة وقائع تنص على أن المجموعات المذكورة ليس مخولاً لها أن تؤيد أو تصدر تصريحات علنية مؤيدة، أو تساهم في البيانات التي يعدها الآخرون أو توزعها، حيث يعتبر ذلك «تدخلًا سياسيًا». ومع ذلك، وفي نفس الوقت، لازال بإمكان المنظمات المشاركة في جهود تثقيف الناخبين غير الحزبيين، بما في ذلك نشر آلية التسجيل وتشجيع الناخبين على التصويت ومناصرة القضية.

## التصريح بالمناصرة
يستخدم مصطلح التصريح بالمناصرة على نطاق واسع في المناظرات الدائرة في الولايات المتحدة، وذلك عندما يتحول الأمر من مجرد مناصرة القضية إلى حملة انتخابية.
وتزعم العديد من المجموعات، التي نفذت ما ظهر لمعظم الأشخاص بأنها إعلانات الحملة الانتخابية، أن اتصالاتهم التي أجروها مع الناخبين كانت في حقيقة الأمر مناصرة للقضية، ولم تكن تصريحًا بالمناصرة. وللمساعدة في فهم الفرق بين المصطلحين، راجع هذين الاتصالين الموجهين للناخبين:
- اختيار جون سميث.
- التصويت بـ «لا»! على الاقتراح رقم 99.

في كلا المثالين، يبدو أن القصد من الرسالة واضح. إن استخدام المعيار الذي يبحث عن كلمات أو عبارات محددة في عملية التواصل يُعرف باسم إجراء اختبار الخط الساطع. فاختبار الخط الساطع عبارة عن معيار تكون فيه احتمالية ارتكاب الأخطاء منعدمة. وهذ يكون من خلال الاعتماد على وجود أو عدم وجود واحدة أو أكثر من «الكلمات السحرية الثمانية» أو كلمات مكافئة لها.
كذلك، يرتبط مفهوم التصريح بالمناصرة بـ النفقات المستقلة.

## الفرق بين مناصرة المصالح والتصريح بالمناصرة؟
من غير الممكن استخدام اختبار الخط الساطع في تغطية أشكال التواصل غير المباشرة أو غير القابلة للنقاش. انظر إلى هذه الرسالة الموجهة للناخبين:
- إذا كنت تحب المرشح (س)، فيجب أن تعلم أنه فعل (ص).

وفي مثل هذا الاتصال، لا يوجد أدنى ذكر لعملية التصويت، ومع ذلك، يبدو أن المقصد الواضح منه متمثلٌ في إثارة الشك لدى الناخبين الذين يدعمون المرشح (س).
وعادةً ما يطلق على هذه الحملات الانتخابية اسم الحملات الانتخابية السلبية، والتي تتضمن عمل إعلانات هجومية، أو إعلانات ترويجية من وراء الستار نيابةً عن المرشح.

## تاريخ مناصرة المصالح في مقابل التصريح بالمناصرة
لقد سمحت التغييرات التي أجريت على القوانين في فترة سبعينيات القرن العشرين للمنظمات التي ليس لديها مرشح انتخابي ببذل النفقات المستقلة واستغلال أموالها في الموسم الانتخابي. وفي نفس الوقت، لا يمكنهم إعطاء تلك الأموال مباشرةً لمرشح ما ولا القيام بنشر الإعلانات نيابةً عنه. وقد وُصفت النفقات النمطية بأنها تهدف إلى «بناء الحزب» وعمل الحملات الانتخابية حتى يتسنى تشجيع الناخبين على الخروج للتصويت. ويُفترض أن تقوم المنظمات، وبخاصة غير الربحية منها، بالقيام بذلك على أساس غير حزبي. ومع ذلك، تتجه المجموعات إلى تركيز جهودها على الاشتراك في تلك الحملات وجذب أصناف الناخبين، الذين يحملون على الأرجح وجهات نظر مماثلة، إلى صناديق الاقتراع.
أما عن الحاجز الوحيد، الذي يمنع إحدى المجموعات من القيام بحملات انتخابية بطريقة مباشرة لصالح مرشحها المفضل أو قضيتها المفضلة، فيتمثل في شيء يطلق عليه اختبار «الشخص العاقل». وهذا يعني أنه إذا وصل الشخص العاقل عند متابعته لهذا الاتصال إلى النتيجة التي يريد الراعي أن يتم التصويت لها بإحدى الطرق، فإن هذا بالتالي يمثل تصريحًا بالمناصرة وليس مناصرة مصلحة.
تتمثل إحدى المشاكل المتعلقة باختبار الشخص العاقل في أنه ليس محددًا، كما أنه لا يمثل قاعدة الخط الساطع. ولم يكن هناك خطٌ واضحٌ يذكر صراحةً أنه في حال اجتيازك هذه النقطة، تكون في الجانب الخاطئ. وفي محاولة لإنقاذ هذا الموقف، تم تضمين حاشية في عام 1976 في قانون المحكمة العليا الأمريكية تتضمن ثمانية أمثلة.
ومع ذلك، بدلًا من استخدامها كأمثلة، وجد كثير من الأشخاص أنه من الأسهل تجاهل «الكلمات السحرية» وادعاء أن رسائلهم الموجهة للناخبين كانت دقيقة. وبحلول عام 1996، كانت المجموعات المناصرة للمصالح تنفق ملايين الدولارات على الحملات التي تزعم أن إعلاناتها كانت «لا تدعم سوى قضية بعينها»، نظرًا لأنها تجاهلت «الكلمات السحرية».
وبحلول عام 2000، أُغدق على الناخبين مبلغٌ قيمته 500 مليون دولار أمريكي لهذا النوع من الإعلانات. ونظرًا لـ «إعلانات قضايا العار» والفضائح والمبلغ الذي تم إنفاقه عليها، عقد الكونجرس استجوابًا داخل الكونجرس للبحث في هذه القضية. وقد عمل ذلك على إعادة تنشيط عملية الإصلاح المالي الخاصة بالحملات الانتخابية، وأدى إلى إصدار قانون إصلاح حملات الحزبيْن في عام 2002، والذي يُعرف أكثر شيوعًا باسم ماكين وفينجولد.
في عام 2003، في القضية المعروفة باسم لجنة الانتخابات الاتحادية ماكونيل في أوردت المحكمة بالتفصيل الفرق بين مصطلحي مناصرة المصالح وبين التصريح بالمناصرة. وقضت المحكمة بأنه بالبحث عن «الكلمات السحرية» تبين أنه «لا معنى لها وظيفيًا»، حيث يمكن للمعلن توصيل رسالته للناخبين دون الاضطرار إلى استخدام تلك الكلمات. وبهذا، بدلًا من البحث عن الكلمات، حكمت المحكمة مجددًا أنه إذا كانت عملية توصيل الرسالة للناخبين «لا تشتمل على تفسير معقول» بخلاف الدعوة إلى التصويت لصالح المرشح، أو ضده، فعندها يعد المرشح المعين «المكافئ الوظيفي لمفهوم التصريح بالمناصرة».
في أثناء الانتخابات الرئاسية الأمريكية، 2004، تواصل نشر الإعلانات التي «لا تدعم سوى قضية بعينها» وقامت مجموعة يطلق عليها الزورق المباغت (Swift Boat) بنشر بعض من أشهر تلك الإعلانات. فكانوا يزعمون أن إعلاناتهم كانت إعلانات «لا تدعم سوى قضية بعينها» وليست «تصريحًا بالمناصرة». ووفقًا لما ذهب إليه محلل واحد على الأقل، صوت الناخبون تمامًا بالطريقة التي تريدها الجهات الراعية، كما أسهمت الإعلانات في «نسف» الحملة الرئاسية للمرشح جون كيري، 2004، وهو المرشح الديمقراطي بولاية ماساتشوستس. علاوةً على ذلك، قامت لجنة العمل السياسي (PAC)، التي يطلق عليها «تقدم أمريكا» (Progress of America)، بنشر إعلان أظهر فظائع الإرهاب وذكر أن أسامة بن لادن والقاعدة تستهدف قتل المواطنين الأمريكيين. وفي نهاية الإعلان، طرحوا تساؤلًا «هل تثق أن كيري ضد هؤلاء القتلة؟» «إن جورج بوش لم يبدأ هذه الحرب، لكنه سينهيها.» لاحظ أن تلك «الكلمات السحرية» القديمة غير موجودة.
في عام 2007، حكمت المحكمة العليا الأمريكية في القضية المرفوعة بين لجنة الانتخابات الاتحادية ومنظمة الحق بالحياة ويسكونسن بأنه لا يجوز منع نشر الإعلانات بدءًا من الأشهر التي تسبق الانتخابات الأولية أو العامة. ولقد ظل الاختبار الذي يتم تطبيقه لمعرفة الفرق بين مصطلحي مناصرة المصالح في مقابل التصريح بالمناصرة متمثلًا في اختبار الشخص العاقل.
ومع ذلك، يقال أن هذا الأمر قد تسبب في إحداث إشكالية. إن الاختبار، الذي يستلزم وجود شخص ما لمعرفة الطريقة التي ينظر بها الشخص العاقل في الرسالة التي توجه إلى الناخبين، يستلزم وجود شخص ما لتقرير ذلك. والرد النهائي فقط لا يمكن معرفته إلا من قاض ويستغرق ذلك بعض الوقت. ولا يمكن أن تتخذ اللجان الانتخابية دور القضاة، ومع ذلك يمكن لتلك اللجان إصدار رأي استشاري في هذا الشأن. وقد أدى ذلك إلى إثارة بعض القلق متمثلًا في أنه في الانتخابات الاتحادية، سيكون على المسؤولين العاملين بـ لجنة الانتخابات الاتحادية واللجان على مستوى الدولة القيام بهذا العمل. وفي إطار ذلك، يمكن لأي شخص، اتخذ جانب الحذر ورغب في التأكد أن رسائله الموجهة إلى الناخبين كانت مناصرة للمصالح ولم تكن تصريحًا بالمناصرة، الاتصال بتلك اللجان لأخذ الرأي والمشورة. وتشمل الرسائل التي يتم توجيهها للناخبين مجموعة واسعة من المجالات التي من بينها الإعلانات ورسائل البريد الإلكتروني والعلامات، حتى إن الخطب التي يتم إلقاؤها على المنبر قد يلزم الاستفسار عنها من أحد الأشخاص.
وفي إطار حل هذه المشكلة، أعادت المحكمة العليا الأمريكية النظر في حكم سابق. في عام 1979، في القضية المرفوعة بين باكلي وفاليو، قضت المحكمة أن هناك شيءًا واحدًا ذا أهمية قصوى متمثلًا في حماية حرية التعبير.
في عام 2012، في القضية المرفوعة من منظمة «المواطنون المتحدون» (Citizens United) ضد لجنة الانتخابات الاتحادية، قررت المحكمة العليا الأمريكية، من بين أمور أخرى، أنه لن يسمح للحكومة الاتحادية نهائيًا أن تضطلع بعمل يتضمن تحديد ما الذي يندرج تحت مفهوم مناصرة القضايا أو التصريح بالمناصرة وما الذي لا يندرج تحته.

## متطلبات الكشف
في عام 2010، أنكرت قضية «المواطنون المتحدون» صراحةً الادعاء المتمثل في أن متطلبات الكشف عن الانتخاب - القانون مقتصرة على التصريح
بالدعم أو مكافئها الوظيفي". لذلك، فإنه في حين أن قضية «المواطنون المتحدون» والقضية اللاحقة كان لها تأثيرٌ على قيود الإنفاق المحددة، إلا أنها لم تسمح لأولئك الذين يبذلون تلك النفقات من التهرب من متطلبات الكشف بزعم أنهم يقومون فقط بمناصرة القضية.
كذلك، في عام 2010، في القضية المعروفة باسم دو ضد ريد (Doe v. Reed)، رفضت المحكمة العليا الأمريكية الاستئناف القاضي بالاحتفاظ بالتوقيعات الموجودة على الاستفتاء من الناخبين بناءً على الادعاء بأن ذلك يمثل انتهاكًا لـ التعديل الأول على دستور الولايات المتحدة.
وتطبق المحاكم الدنيا هذه المعايير الجديدة بالفعل لتأييد سلسلة كاملة من قوانين كشف الحالة تتراوح من إجراءات التصويت إلى انتخابات المرشحين، ومن التصريح بالمناصرة إلى مناصرة القضايا.